# Strictly 4 My N.I.G.G.A.Z.
Strictly 4 My N.I.G.G.A.Z. è il secondo album del rapper statunitense Tupac Shakur, pubblicato nel 1993 dalla Interscope Records. Due anni dopo, la RIAA lo certifica disco di platino.
| Recensione                    | Giudizio |
| ----------------------------- | -------- |
| AllMusic                      | [ 1 ]    |
| Q                             | [ 11 ]   |
| The Source                    | [ 12 ]   |
| Robert Christgau              | taglio   |
| The Rolling Stone Album Guide | [ 14 ]   |
| Los Angeles Times             | [ 15 ]   |

## Tracce
Testi di Tupac Shakur.
1. Holler If Ya Hear Me – 4:38 – Stretch
2. Pac's Theme (Interlude) – 1:56 – The Underground Railroad
3. Point the Finga – 4:25 – Big D The Impossible
4. Something 2 Die 4 (Interlude) – 2:43 – 2Pac, Big D The Impossible
5. Last Wordz (featuring Ice Cube & Ice-T) – 3:36 – Bobcat, Jam Master Jay
6. Souljah's Revenge – 3:16 – Bobcat
7. Peep Game (featuring Deadly Threat) – 4:28 – Bobcat
8. Strugglin' (featuring Live Squad) – 3:33 – Live Squad
9. Guess Who's Back – 3:06 – Special Ed
10. Representin' 93 – 3:34 – Truman Jefferson
11. Keep Ya Head Up (featuring Dave Hollister) – 4:22 – DJ Daryl
12. Strictly 4 My N.I.G.G.A.Z... (featuring Pacific Heights) – 5:55 – Laylaw
13. The Streetz R Deathrow – 3:26 – Stretch
14. I Get Around (featuring Shock G and Money-B) – 4:19 – The D-Flow Production Squad
15. Papa'z Song (featuring Wycked & Poppi) – 5:25 – Big D The Impossible
16. 5 Deadly Venomz (featuring Treach, Live Squad & Apache) – 5:13 – Stretch

## Classifiche

### Classifiche settimanali
| Classifica (1993)         | Posizione massima |
| ------------------------- | ----------------- |
| Stati Uniti               | 24                |
| US Heatseekers Albums     | 3                 |
| US Top R&B/Hip-Hop Albums | 4                 |
| Classifica (1996)         | Posizione massima |
| US Catalog Albums         | 2                 |

### Classifiche di fine anno
| Classifiche (1994)        | Posizione massima |
| ------------------------- | ----------------- |
| US Top R&B/Hip-Hop Albums | 79                |